# Tira
|  | Aquest article tracta sobre la ciutat del centre d'Europa. Si cerqueu la ciutat de Turquia, vegeu «Tire». |

Tiras o Tira (grec antic: Τύρας, llatí: Tyras fou una ciutat grega situada a la frontera de la Sarmàcia europea i Dàcia, a la riba del riu del mateix nom, a uns 25 km de la desembocadura, segons Heròdot i Pomponi Mela.
Va ser fundada al segle vii aC com a colònia de Milet. Encara que pel seu nom Ammià Marcel·lí la va suposar colònia de Tir per la similitud del nom, això és un error. Plini el Vell la identifica amb una antiga ciutat anomenada Ophiusa, però Claudi Ptolemeu diu que Tira i Ofiüssa eren ciutats diferents i la segona era més al nord. El periple de Pseudo-Escílax només coneixia Ofiüssa, i altres autors posteriors només Tira. Era probablement al mateix lloc de les ruïnes de la moderna Akkermann.